# اوبروورسباخ
اوبروورسباخ (به آلمانی: Oberwörresbach) یک شهر در آلمان است که در بیرکنفلد واقع شده‌است. اوبروورسباخ ۱۵۶ نفر جمعیت دارد.